# Elisa Blanchi
Elisa Blanchi (Velletri, Itàlia 1987) és una gimnasta rítmica italiana, guanyadora de dues medalles olímpiques.

## Biografia
Va néixer el 13 d'octubre de 1987 a la ciutat de Velletri, població situada a la província de Roma (Laci).

## Carrera esportiva
Va participar, als 16 anys, als Jocs Olímpics d'Estiu de 2004 realitzats a Atenes (Grècia), on va aconseguir guanyar la medalla de plata en la prova per equips de gimnàstica rítmica dels Jocs, finalitzant per darrere de l'equip rus. En els Jocs Olímpics d'Estiu de 2008 realitzats a Pequín (República Popular de la Xina) finalitzà quart amb l'equip italià, guanyant així un diploma olímpic, i en els Jocs Olímpics d'Estiu de 2012 celebrats a Londres (Regne Unit) aconseguí guanyar la medalla de bronze en aquesta mateixa competició.
Al llarg de la seva carrera ha guanyat sis medalles en el Campionat del Món de gimnàstica rítmica, dues d'elles d'or; i dues medalles de bronze en el Campionat d'Europa de gimnàstica rítmica.